# Ley de Kansas-Nebraska

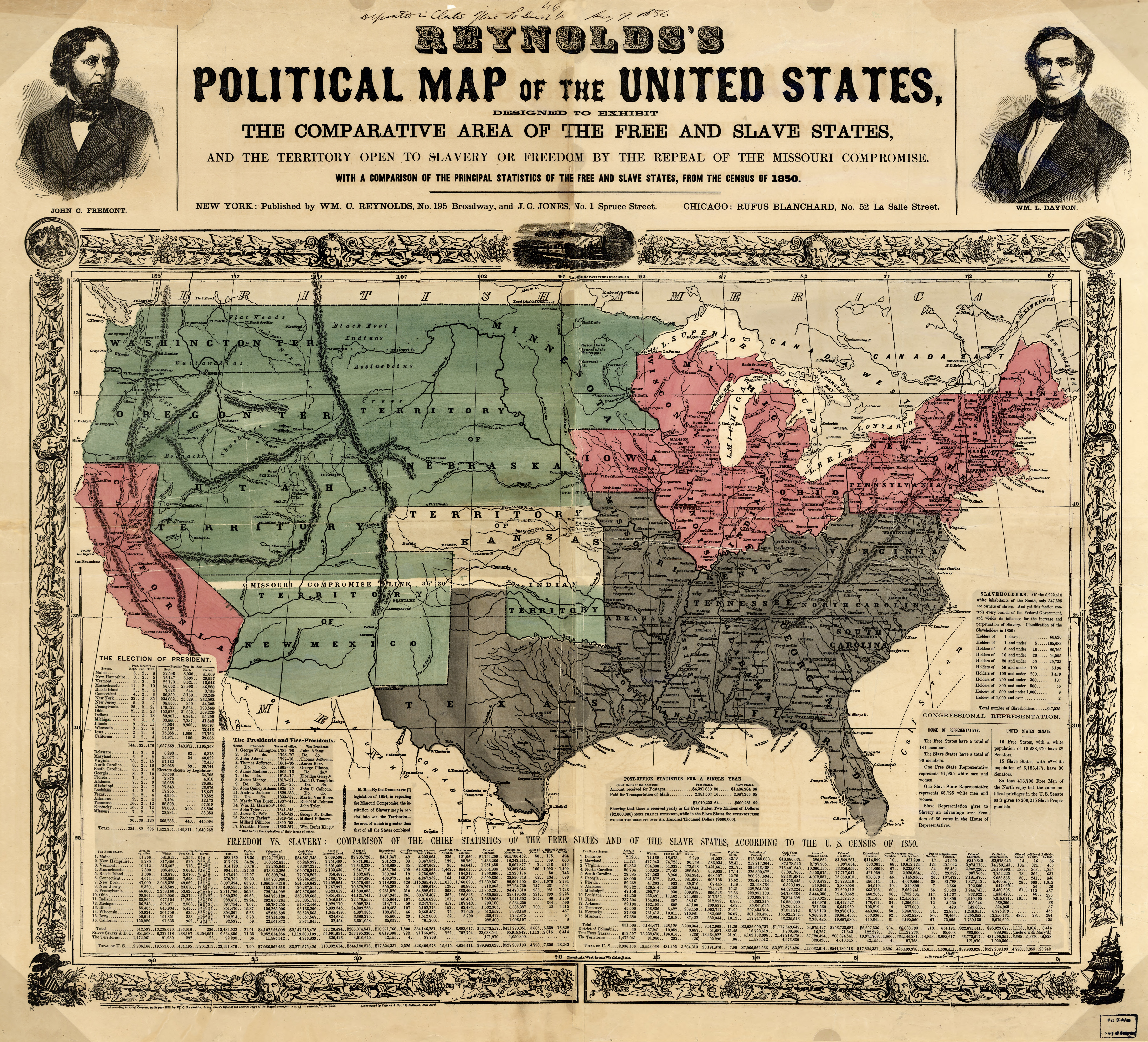
Mapa de 1856 mostrando los estados esclavistas (gris), estados libres (rojo) y Territorios (verde), con Kansas en el centro (blanco).

La Ley de Kansas-Nebraska fue la ley promulgada en los Estados Unidos, en 1854, para la creación de los estados de Nebraska y Kansas, en territorios de la antigua Luisiana francesa, pero en los que permanecían algunas tribus de indios. Fue impulsada por el senador y dirigente del partido Demócrata Stephen Arnold Douglas, de Illinois.
La situación de los dos estados al norte de la línea definida en el compromiso de Misuri hacía que ambos debieran ser estados en los que no estuviera permitida la esclavitud. Sin embargo la contigüidad de Kansas con el estado esclavista de Misuri y la búsqueda del senador Douglas del apoyo sureño para un ferrocarril en su estado provocaron que la ley incluyera la previsión de que, para decidir sobre la cuestión de los esclavos, los ciudadanos pudieran ejercer la «soberanía popular» y, por tanto, poder decidir si ser un estado esclavista. 
La discusión de la ley y la votación posterior provocaron fuertes conflictos entre los antiesclavistas y los proesclavistas, sobre todo en Kansas, y la desaparición del partido Whig (dividido entre los partidarios de la Ley en el sur y los opuestos a la misma en el norte), y la creación del partido Republicano. Al nuevo partido se incorporaron, además de los antiesclavistas más decididos, los que se oponían a la expansión de la esclavitud, aunque aceptándola en cierto modo, limitando su existencia a los estados en donde ya existía. Esa posición contraria a la esclavitud, aunque no abolicionista, le permitió al partido Republicano ser la fuerza dominante en el norte, y no perder todo el voto sureño, y que su candidato, Abraham Lincoln, ganara las elecciones presidenciales en 1860.
La Ley de Kansas-Nebraska anuló de hecho el compromiso de Misuri de 1820, y aunque no consiguió hacer de Kansas un estado con trabajo esclavo legal, abrió más las divisiones de la nación que llevaron a la guerra de secesión de 1861.
Kansas fue admitido como estado libre el 29 de enero de 1861, pero Nebraska no fue admitido como estado hasta después de la guerra de secesión, en 1867.